# Cheilanthes hancockii
Cheilanthes hancockii är en kantbräkenväxtart som beskrevs av Bak. Cheilanthes hancockii ingår i släktet Cheilanthes och familjen Pteridaceae. Inga underarter finns listade.